# Basile Boli
Basile Boli (Adjamé, Costa d'Ivori, 2 de gener de 1967) és un exfutbolista francès. Va disputar 45 partits amb la selecció de França.